# 金永宰
金永宰（韓語：김영재，1995年02月25日—），韓國男演員。

## 演出作品

### 電視劇
- 2011年：SBS《我的女兒是花兒》
- 2013年：SBS《繼承者們》飾演 金元(童年)
- 2013年：JTBC《再也無法忍受》飾演 黃載珉 (主演)
- 2014年：KBS《Hi! School - Love On》飾演 崔宰碩 (主演)
- 2015年：KBS《SPY》
- 2015年：TV朝鮮／tvN《偉大的故事－金氏姊妹們》飾演 翔俊
- 2018年：網路劇《強調戀愛的社會》飾演 崔勝赫
- 2019年：網路劇《不是機器人》飾演 柳宰浩
- 2019年：《金耀漢的故事》飾演 起泰
- 2020年：《戀愛革命》

### 電影
- 2018年：Lifetime短篇電影《宋志勳和金英民》飾演 金英民
- 2021年：《絕命警戒區》飾演 張成浩上兵

## 外部連結
- NAVER搜索
- 金永宰官方微博 （页面存档备份，存于）
- 金永宰的Instagram帳戶